# Сайто Тіхо
Сайто Чіхо (яп. さいとうちほ Сайто: Чіхо; 29 червня 1967 (Токіо  Японія)) — манґака, яка малює сьодзьо-манґу. Її найвідоміша робота — Revolutionary Girl Utena.
У 1996 році вона отримала премію Shogakukan Manga Award у категорії сьодзьо за манґу «Kanon». Вона також є учасницею творчого об’єднання Be-Papas.
Її дебютною роботою була манґа «Ken to Madomoaseru» («Меч і Мадемуазель»), що вийшла у 1982 році.

## Відомі роботи

### Серійна манґа
- Anastasia Club (2001 –2008)
- Waltz in a White Dress (円舞曲は白いドレスで, Walts wa Shiroi Dress de) (1990)
  - Magnolia Waltz (白木蘭円舞曲) (1994)
  - Love Stories (恋物語, Koi monogatari) (1995)
- Kanon (花音)
- Revolutionary Girl Utena (少女革命ウテナ) (1996 – 1997)
- First Girl (ファースト・ガール, Fāsuto Gāru)
- Basilis no Musume (バシリスの娘, Bashirisu no Musume)
- Beautiful (ビューティフル, Byūtifuru)
- Blue Apple Labyrinth (青りんご迷宮, Ao-Ringo Meikyū)
- Sunset Love (目を閉じて愛, Hi wo Tojite Ai)
- Honoka ni Purple (ほのかにパープル, Honaka ni Pāpuru; «Ледь помітно фіолетовий»)
- Dream Ballet (星を摘むドンナ, Hoshi wo Tsumu Donna; «Донна, що зриває зорі»)
- Ice Forest (アイスフォレスト, Aisu Foresuto; «Крижаний ліс») (2007)
- The Flower Crown Madonna (花冠のマドンナ, Kakkan no Madonna)
- Place of Lovers (恋人たちの場所, Koibitotachi no Basho)
- Angel Tattoo (天使のTATTOO, Tenshi no Tattoo; «Тату Янгола»)
- Mo Hitori no Marionette (もう一人のマリオネット, Mō Hitori no Marionetto; «Ще Одна Маріонетка»)
- Lady Masquerade (レディー・マスカレード, Redī Masukarēdo; «Леді Маскарад»)
- The World Exists for Me (S&Mの世界, S&M no Sekai; «Світ S&M»)
- Key of Arabian Nights (千一夜の鍵, Senichiya no Kagi; «Ключ до тисячі й однієї ночі»)
- Bronze Angel (ブロンズの天使, Buronzu no Tenshi; «Бронзовий Янгол»)
  - 1812 — приквел до Bronze no Tenshi
- Silver Wolf (銀の狼, Gin no Ōkami, «Срібний Вовк»)
- Tenshi no Hohoemi · Akuma no Namida (天使の微笑・悪魔の涙; «Посмішка янгола · сльози диявола»)
- Shishaku Varumon Kiken na Kankei (子爵ヴァルモン〜危険な関係〜; «Віконт Вальмон: Небезпечні зв’язки»)
- Torikae-Baya (とりかえ・ばや; «Торікае-бая»)
- VS Rupan (VSルパン; «Проти Люпена»)
- Kaguyaden (輝夜伝; «Легенда про Кагуя»)
- Hi no Tsugai (緋のつがい; «Пара в червоному»)

### Ваншоти
- Bara Monogatari (ばら物語; «Історія троянди»)
- Sha Nowāru no Shippo (シャ・ノワールのしっぽ; «Хвіст Кота Нуара»)
- Gigolo («Жиголо») (2009)
- Rakuen no Kisu (楽園のキス; «Поцілунок раю»)
- Aki no Hime (秋の姫; «Осіння принцеса»)
- Eden no Kaori (エデンの香り; «Аромат Едему»)
- Saitō Chiho Kessakushū (さいとうちほ傑作集; «Збірка шедеврів Сайто Тіхо»):
  - Me o Tojite Ai (目を閉じて愛; «Закрий очі і люби»)
  - A Love Story in Shepherd Mount (小羊印のるんぱっぱ, Kohitsuji-jirushi no Runpappa; «Веселий знак маленького ягняти»)
  - Etoile Girl (エトワール・ガール; Etowāru Gāru; «Дівчина-Зірка»)
  - One Day, While Meeting a Knight (ある日、ナイトに会ったなら, Aru Hi, Naito ni Attanara; «Якщо колись зустріну лицаря»)
  - Take Me Away, My Dear Knight (さらフてわたしのナイト, Saratte Watashi no Naito; «Вкради мого лицаря»)
  - Wait for Me at the Opera (オペラ座で待ってて, Opera-za de Mattete; «Чекай мене в оперному театрі»)
  - Shikō Yoru Sōkyoku (紫丁香夜想曲) (円舞曲シリーズ番外編; «Нічна серенада сирені» / «Ноктюрн лілей»)
  - Lilac Nocturne (紫丁香夜想曲 LILAC NOCTURNE, Shiteikō Yazōkyoku; «Нічна серенада сирені») (1992)
  - Rōzenkuroitsu Purezan Grand Amour (ローゼンクロイツ・プレザン Grand Amour; «Розенкройц Презан: Велике кохання»)

### Романи
- Kaze no Musuko (Adamu) (風の息子 (アダム); «Син вітру (Адам)»)

- Kinjiki no Shinwa (禁色の神話; «Міф про заборонений колір»)

### Посібники
- Saitō chiho no manga akademia (さいとうちほのまんがアカデミア; «Академія манґи Сайто Чіхо») (20 лютого 1990)